# セシルマクビー
セシルマクビー（CECIL McBEE）は、アパレルメーカーの株式会社ジャパンイマジネーションが展開していたファッションブランドのひとつ。セシルの愛称で知られる。

## 沿革
1986年 - デリカよりブランドを変更しブランド立ち上げ。
1987年 - 旗艦店であるSHIBUYA109店が開店。
2010年8月 - 本社と支社が合併移転。
2017年 - ブランドコンセプトを「モテ服No.1」としてリブランディングを実施。
2019年 - 「今の私にちょうどいい」を新たなコンセプトに掲げ再びリブランディングを実施。
2020年 - コロナ禍の影響もあり、全43店の閉店が決定。
同年11月30日 - 旗艦店であったSHIBUYA109店の閉店をもって全ての実店舗が閉店した。

## 概要
同社はレディースファッションを専門に扱い、セシルマクビーは若い女性から圧倒的な人気を受け、109ブランドのリーディング的存在であった。歌手の浜崎あゆみが好んで着用していたことでも知られる。高橋メアリージュンがCMに出演している。歌手の安良城紅（現在BENI。当時オスカープロ所属）の2007年2月28日発売のシングル曲「Luna」のプロモーションタイアップ。イメージモデルへの起用とCDジャケットの衣装を提供。

### ブランドコンセプト
当初のコンセプトは大人っぽさの中のエレガント、カジュアル、グラマラス。商品は全て女らしさを意識してデザインされた。
10代後半から20代前半の女性を顧客ターゲットとして掲げていたが、実際の購買層は中学生や高校生も多く、ラインの傾向としては全体的に細めでタイト。俗にお姉系ブランドあるいはギャル系ブランドと言われていた。

### ショップ袋（ショッパー）
黒地に白抜きでブランド名のロゴをあしらったセシルのショップ袋の人気が高かった。商品を購入すれば本来は無料で手に入るものであるが、その人気のためオークションや個人売買でもショップ袋単品で取引されていた。サイズにもよるが100円〜数百円の価格がつくことが多く、購買層は主に中高生と見られる。
2009年8月にリニューアルし、全国43店舗の販売スタッフを対象にした「ショップスタッフバッグ」の導入を開始した。

### 企業とのコラボレーション
セシルマクビーは今までに菓子メーカー、ヘアサロン、ドラマ、人気キャラクター、通販サイトなどとのコラボレーションにて商品を発売。公式サイト上でもパートナーとなる企業の募集をしているため、コラボレーションに意欲的に取り組んでいる模様。
2011年1月19日にはNTTドコモの富士通製携帯電話F-04CにCECIL McBEE仕様の携帯電話としてコラボレーションしている。

## その他

### セシルマクビー事件
1950年代から活動しているジャズミュージシャンのセシル・マクビーが、同名での商標権の無効を求めて起こした審判請求事件である。裁判所は「本名はミドルネームを入れたセシル・リロイ・マクビーであること。その略称である『セシルマクビー』という名称はジャズの世界では有名かもしれないがそれを超えて有名とは言えない。」と原告の訴えを棄却した。商標権の使用という面では勝訴という結果になったが、アメリカ国内での同商標を使用した製品の流通・販売は事実上困難となった。

### 外国人実習生問題
2017年12月12日、『日経スペシャル ガイアの夜明け』（テレビ東京）が、岐阜県の縫製工場が外国人技能実習生を毎日ほぼ休みなく朝8時から深夜12時まで、最低賃金を下回る時給400円で働かせていることを報じた。ネット上で、この工場で作っていた製品がジャパンイマジネーション（以下 JI と略す）の展開するブランドであると特定され、炎上するにいたった。番組の中では、実習生は元請会社である JI を訪れて窮状を訴えようとするが、会社にも入れてもらえず、担当者に門前払いされる様子もうつされていた。
テレビ東京は、放送前の12月5日に、JI にメールで上記の問題についての質問状を送った。これについて JI は、JI と実習生の間には法的制約関係も労使関係もなく、したがって（岐阜の）労働組合から労働法上の要求を受ける立場になく、なんら法的義務はないと回答した。また、テレビ東京の「一方的な取材は極めて乱暴かつ不適切」であると抗議し、JI の許可なく撮影した映像や、関係者が見て JI のものだと分かる商品が放送でうつった場合には、BPOに申し立てをするとともに、しかるべき法的処置をとると答えた。
番組内では具体的な会社名がでることはなかったが、放送後にtwitterなどで会社が特定され、はげしい非難を受けることになった。これをうけて JI はコメントを発表し、その中で当該工場で作られていた製品が自社のものであることを認め、7月に岐阜一般労働組合と番組制作会社から初めてこの問題を聞き知り、当該工場への委託はとりやめ、9月には取り扱い商品の生産を終了したと説明している。また、不適切な労働環境で製造されていたことは遺憾であり、実情を知らなかったことは反省すべき点であったと述べている。

### 新型コロナウイルス感染症流行の影響による業績不振・店舗事業撤退
新型コロナウイルス感染症流行の影響によって業績不振に陥ったため、2021年2月までにセシルマクビーの全43店舗を閉店する予定と報じられている。

## テレビ番組
- 日経スペシャル カンブリア宮殿 ギャルファッションの売上トップブランド その経営はおやじ！（2010年11月18日、テレビ東京）[6]

## 書籍

### 関連書籍
- 『セシルマクビー 感性の方程式』（著者:高井尚之）（2012年11月16日、日本実業出版社）ISBN 9784534050120